# 吉田留三郎
吉田 留三郎（よしだ とめさぶろう、1906年11月3日 - 1978年5月25日）は、日本の評論家、上方芸能評論家。愛称は「留サン」。

## 来歴・人物
大阪府大阪市出身。旧制大阪府立生野中学校、松江高等学校を経て、京都帝国大学文科卒業。
学生時代から寄席に通い詰め、戦前は吉本興業、戦後は松竹芸能に在籍。織田作之助、秋田實らとともに、上方芸能の発展に寄与した。
1977年、秋田が死去した後、秋田が育てた漫才師のミヤコ蝶々、夢路いとし・喜味こいしらに呼び掛け、玉造稲荷神社に記念碑を建設した。
1978年に死去。生前の業績を讃え、雑誌『上方芸能』第58号で「吉田留三郎の死と総合芸能時代の終焉」と題する特集が組まれた。
1977年に上方お笑い大賞功労賞を受賞。著書『かみがた芸能 漫才太平記』には司馬遼太郎が序文を寄せ、「百年、原典になるだろう」と書いている。
芦乃家雁玉・林田十郎の十郎（本名：吉田留吉）とは名前が似ていたために間違えて給料の入った封筒が支払われたことがあった。

## 著書
- 『かみがた芸能 漫才太平記』三和図書(1964年)
- 『対談集 人生万ざい』朝日新聞社(1975年)
- 『まんざい風雲録』九芸出版(1978年)